# Olaf Pollack
Pour les articles homonymes, voir Pollack.
Olaf Pollack (né le 20 septembre 1973 à Räckelwitz) est un coureur cycliste allemand des années 1990-2000. 

## Biographie
Bon sprinter, Olaf Pollack commence sa carrière professionnelle en 1997 dans l'équipe Agro-Adler-Brandenburg. Il fait ensuite partie de l'équipe Gerolsteiner de 2000 à 2004. Il s'y distingue lors du Tour d'Allemagne 2003 en remportant une étape devant son compatriote Erik Zabel et l'Australien Stuart O'Grady et lors du Tour d'Italie 2004 en terminant plusieurs fois deuxième derrière son rival, l'Italien Alessandro Petacchi et porte une journée le maillot rose. 
En 2005, il intègre l'équipe T-Mobile. Il réalise une saison vierge de succès. En 2006, il termine deux fois deuxième et premier lors des étapes du Tour de Californie, et apporte ainsi à T-Mobile ses premiers succès de l'année. Il se distingue notamment dans les sprints lors du Tour de Basse-Saxe pour ensuite réaliser un bon Tour d'Italie. Frustré lors de la 9e étape, Olaf Pollack est toujours passé à côté d'une victoire sur ce Giro, accumulant les deuxièmes places. Comme en 2004, il porte une journée le maillot rose.
En 2007, il fait partie de l'équipe Wiesenhof. Celle-ci disparaît en fin de saison. Olaf Pollack s'engage pour 2008 avec la formation autrichienne Volksbank.
En juillet 2009, il est contrôlé positif à une forme d'EPO. Il est suspendu jusqu'au 13 septembre 2011. À la suite du résultat de la contre-expertise qui confirme l'échantillon A, il met un terme à sa carrière.

## Palmarès sur route

### Par années
- 1996
  - 3eb étape du Tour de Slovénie
  - 1re étape du Tour de Navarre
  - 2e étape du Tour de Tarragone
- 1997
  - 6e étape du Clásico RCN
  - 4e et 5eb (contre-la-montre par équipes) étapes du Tour de Basse-Saxe
  - Cottbus-Görlitz-Cottbus
- 1998
  - Prologue et 1re étape du Tour de Slovénie
  - 9e et 11e étapes de l'Olympia's Tour
  - 4e étape du Coca-Cola Trophy
- 1999
  - 6e étape de la Course de la Paix
  - 5e étape du Tour de Basse-Saxe
  - 2e du championnat d'Allemagne du contre-la-montre
  - 2e du Tour de Berlin
  - 3e du Tour de Basse-Saxe
- 2000
  - Prologue et 8e étape du Rapport Toer
  - 1re et 2e étapes du Tour de Basse-Saxe
  - 2e étape du Tour de Tasmanie
- 2001
  - Tour de Nuremberg
- 2002
  - Tour de Basse-Saxe :
    - Classement général
    - 2e et 3e étapes

  - 1re, 2e et 3e étapes de la Course de la Paix
  - 7e étape du Tour du Danemark
  - Groningue-Münster
  - 1re étape du Tour de Hesse
  - 2e de Paris-Bruxelles
  - 2e du Tour de Nuremberg
  - 3e des Deux Jours des Éperons d'or
- 2003
  - 5e étape du Tour de Basse-Saxe
  - 7e étape du Tour d'Allemagne
  - 2e du Tour du Qatar
  - 2e de Groningue-Münster
- 2004
  - 2e étape du Tour de Saxe
- 2006
  - 6e et 7e étapes du Tour de Californie
  - 4e étape du Tour du Danemark
- 2007
  - 1re étape du Critérium international
  - 2e du Tour de Nuremberg
  - 10e de la Vattenfall Cyclassics
- 2008
  - 2e étape du Tour de Bavière
  - 2e de la Neuseen Classics – Rund um die Braunkohle

### Résultats sur les grands tours

#### Tour de France
1 participation
- 2003 : abandon lors de la 7e étape

#### Tour d'Italie
3 participations
- 2004 : 112e du classement général,  maillot rose pendant un jour.
- 2005 : abandon lors de la 14e étape
- 2006 : 132e du classement général,  maillot rose pendant un jour.

### Classements mondiaux
| Année              | 2006 | 2007 | 2008 | 2009 |
| ------------------ | ---- | ---- | ---- | ---- |
| Classement ProTour | 105e |      |      |      |
| UCI Europe Tour    |      | 113e | 219e | 620e |

## Palmarès sur piste

### Jeux olympiques
- Sydney 2000
  - 6e de l'américaine
- Pékin 2008
  - 6e de l'américaine

### Championnats du monde
- Berlin 1999
  -  Médaillé de bronze de l'américaine
- Manchester 2008
  -  Médaillé d'argent de l'américaine

### Championnats du monde juniors
- Middlesbrough 1990
  -  Médaillé d'argent de la poursuite par équipes
- Colorado Springs 1991
  -  Médaillé d'argent de la poursuite par équipes

### Coupe du monde
- 2007-2008
  - 3e de l'américaine à Los Angeles
- 2008-2009
  - 1er de l'américaine à Manchester (avec Roger Kluge)

### Championnats d'Allemagne
- Champion d'Allemagne de l'américaine : 2000 (avec Andreas Beikirch) et 2009 (avec Roger Kluge)
- Champion d'Allemagne de la course aux points en 2009